# Yapeyú
Yapeyú è una località della provincia di Corrientes, nel dipartimento San Martín, in Argentina.
Si trova ad est della provincia di Corrientes, sulle rive del fiume Uruguay che segna l'attuale confine internazionale tra Argentina e Brasile. Yapeyú è raggiungibile attraverso la RN14 che corre ad ovest del vecchio quartiere. La distanza dalla capitale della provincia è di 395 chilometri.